# The Husband Hunter (film 1920 Mitchell)
The Husband Hunter è un film muto del 1920 diretto da Howard M. Mitchell. Prodotto e distribuito dalla Fox Film Corporation, aveva come interpreti Eileen Percy, Emory Johnson, Jane Miller, Evans Kirk, Edward McWade, John Stepling, Harry Dunkinson. La sceneggiatura di Joseph F. Poland si basa su Myra Meets His Family, racconto di F. Scott Fitzgerald pubblicato il 20 marzo 1920 su The Saturday Evening Post.

## Trama

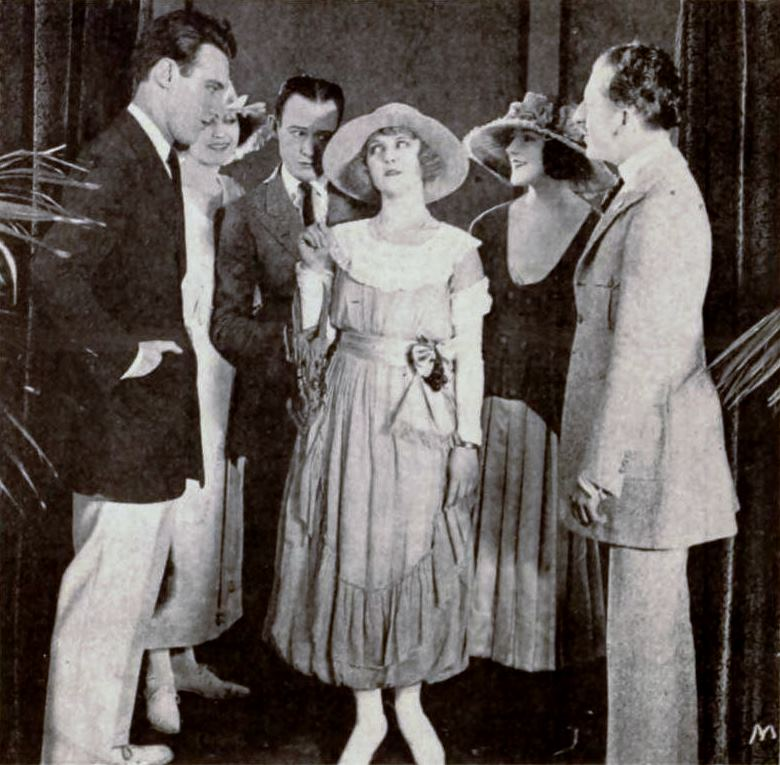
Eileen Percy

Sempre circondata dagli ammiratori, la ricca e civettuola Myra Hastings non esita a flirtare con i suoi spasimanti, facendo perdere loro la testa. Una delle sue vittime, Bob Harkness, ormai caduto in disgrazia, avverte l'ultimo dei suoi favoriti, Kent Whitney, della natura volubile e frivola di Myra. I due uomini, allora, concepiscono insieme un piano per darle una lezione. Kent, figlio di un milionario "re delle latte di petrolio", invita la ragazza a casa sua: Myra, che si aspetta un ambiente elegante e raffinato, viene invece accolta dall'eccentrico padre di Kent con ben poca gentilezza mentre la madre del giovane la riceve mollemente sdraiata sul divano in mezzo a una muta di cani che abbaiano. La ragazza resta disorientata ma poi, avendo scoperto che si è trattato di una trovata di Kent, decide di rendergli la pariglia. Ingaggia un falso pastore, organizza il matrimonio, finge di sposarlo e poi lo pianta, lasciando dietro di sé un messaggio dove gli rivela che si è trattato di uno scherzo e che la cerimonia era solo una farsa. Kent la insegue, convincendola alla fine che il matrimonio è in regola.

## Produzione
Il film fu prodotto dalla Fox Film Corporation.

## Distribuzione
Il copyright del film, richiesto da William Fox, fu registrato il 19 settembre 1920 con il numero LP15588, uscendo lo stesso giorno nelle sale degli Stati Uniti dove venne distribuito dalla Fox Film Corporation.
Non si conoscono copie ancora esistenti della pellicola che viene considerata presumibilmente perduta.